# Barán (Ort)
Barán ist ein Dorf (Aldea) im spanischen Galicien in der Provinz Lugo etwa 20 Kilometer südlich der Stadt Lugo südlich des Río Lolo nahe der Regionalstraße LU-633 bzw. dem Jakobsweg auf halbem Weg zwischen den Ortschaften Portomarín und Sarria.
Die nächstgelegenen Ortschaften sind Paradela (1,4 km), Pinza (1,9 km) und Villamayor (1,9 km).